# John Sumner
John Hackman Sumner (Reino Unido, 27 de mayo de 1924-Melbourne, 24 de mayo de 2013) fue el fundador y director artístico de Melbourne Theatre Company en Australia.

## Biografía
Sumner nació en Inglaterra en 1924. A temprana edad asistió a la Escuela de Opera de Londres. Sirvió en la marina mercante británica en la Segunda Guerra Mundial, antes de comenzar su carrera en el teatro en 1947 en Dundee como asistente de director de escena. Más tarde se convirtió en director de escena y director del teatro H. M. Tennent del extremo oeste de Londres antes de mudarse a Australia en 1952.
En 1953 estableció el Union Theatre Repertory Company (UTRC), después se convirtió en la Compañía de Teatro Melbourne, donde se desempeñó como director artístico hasta 1955. Después de un corto tiempo en Sídney gestionando la Australian Elizabethan Theatre regresó a Melbourne y volvió a su papel como director artístico en 1959, continuando hasta 1987. Dirigió más de un centenar de obras de teatro en Australia y en el extranjero, y estableció el MTC como modelo para otras compañías de teatro del estado.
En 2009, un teatro construido para la compañía de Teatro Melbourne en Southbank fue nombrado en su honor.
Sumner murió el 24 de mayo de 2013 a la edad de 88 años. Le sobreviven dos hijas, Alice y Victoria.

## Premios y reconocimientos
- Orden de Australia
- Orden del Imperio Británico